# St. Audomar (Alveringem)

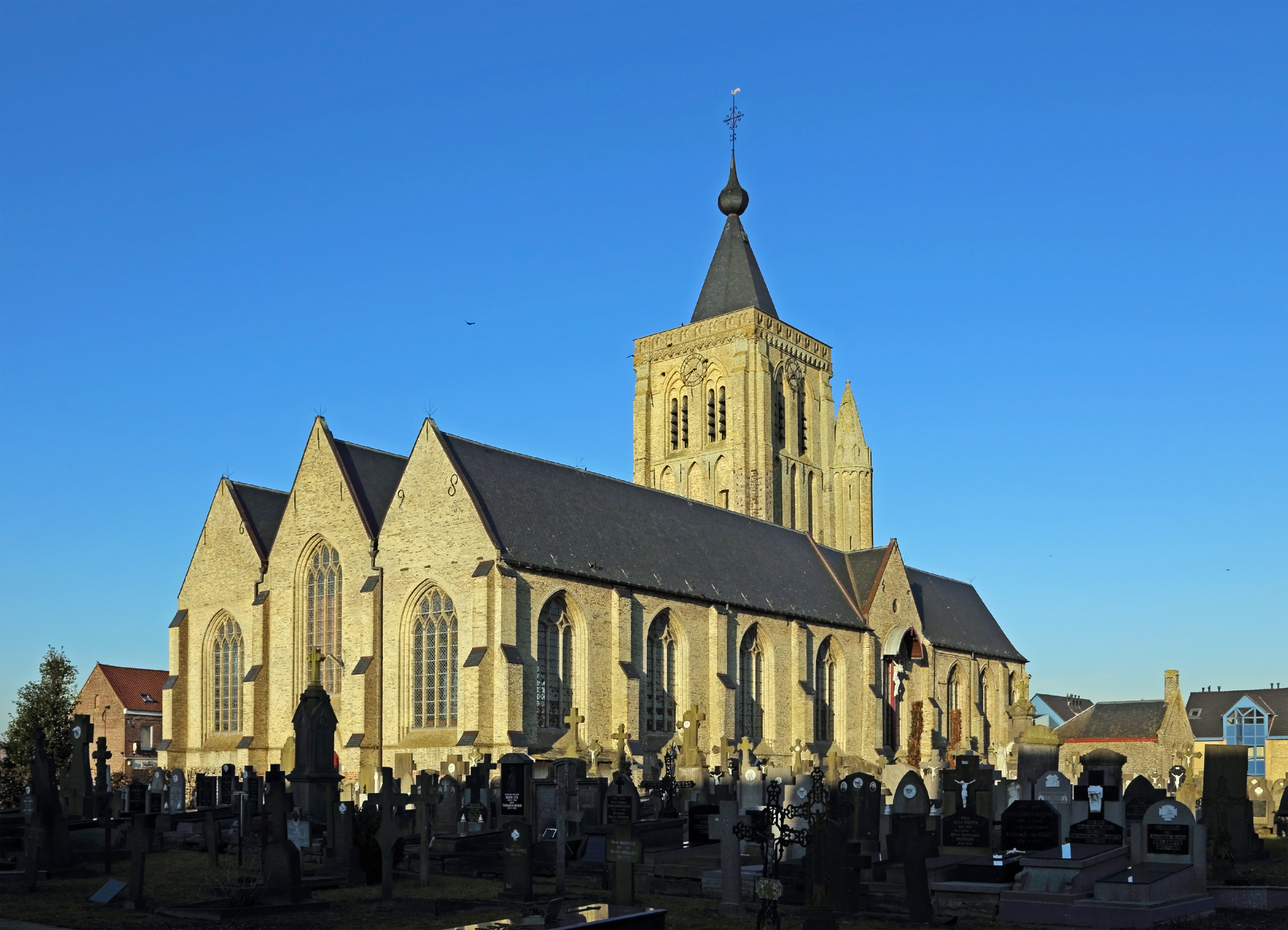
St. Audomar (Alveringem)

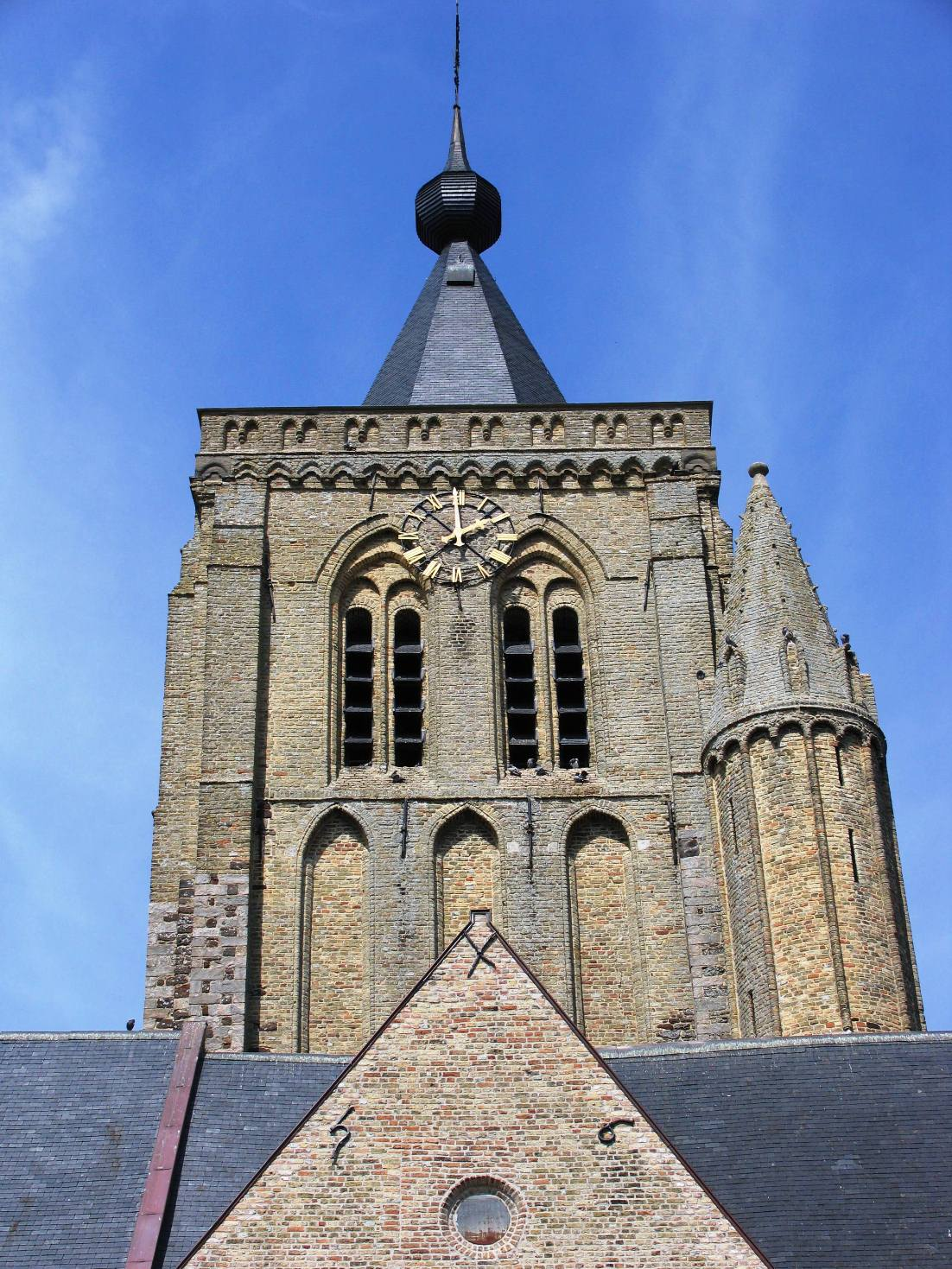
Vierungsturm

Die römisch-katholische Kirche St. Audomar (niederländisch Sint-Audomaruskerk) ist eine spätgotische Hallenkirche in Alveringem in der belgischen Provinz Westflandern. Sie ist ein Kulturdenkmal; sie ist nicht zu verwechseln mit der ähnlichen Kirche mit gleichem Patrozinium im Ortsteil Beveren von Alveringem.

## Geschichte
Zusammen mit dem umliegenden Friedhof, der Schmetterlingsfarm und dem weiß getünchten Zaun mit Eselsrückenbogen bildet die Kirche den Mittelpunkt des Dorfes. Eine Natursteinstatue eines Frontsoldaten wurde von der Gemeinde zum Gedenken an die zwischen 1914 und 1918 gefallenen Kämpfer vor der Westfassade errichtet. Das Bauwerk ist eine spätgotische Hallenkirche vom Ende des 17. Jahrhunderts, mit Chor aus dem 16. Jahrhundert; das südliche Querschiff ist durch Maueranker datiert auf 1656. Die Zerstörung der Kirche, vor allem des Turms, geschah durch französische Truppen aus Conde im Juni 1658. Im Jahr 1698 (nach einem Datum an einem Maueranker auf der Westfassade) wurde der Wiederaufbau fertiggestellt. Jüngste Restaurierungsarbeiten an Dach und Turm wurden unter der Leitung des Architekten Pierre Pauwels (Kortrijk) vorgenommen.

## Baubeschreibung
Die Kirche ist ein mit Ankern armierter, gelber Backsteinbau unter Verwendung von Eisensandstein, unter anderem im Sockel und im nördlichen Querschiffsarm, und Naturstein im nördlichen Querschiffsarm. Sie ist mit schiefergedeckten Satteldächern abgeschlossen. Die Kirche besteht aus einem vierjochigen Schiff, einem einjochigen Querschiff, einem dreijochigen Ostteil und Chören mit Apsiden, einem quadratischen Vierungsturm, der Sakristei im Süden und einem Lagerraum im Osten. Die Westfassade besteht aus drei Jochen mit separaten Dächern, Giebeln und Abdeckungen, flankiert von abgestuften Strebepfeilern. Das Mauerwerk links vom Portal besteht aus Blaustein. Je ein identisches linkes und rechtes Seitenschiffjoch ist mit breitem Spitzbogenfenster (vier Bahnen) in profiliertem Rahmen auf einer Fase versehen. Der Mittelteil ist mit höherem, ähnlichem Fenster und einem Korbbogenportal, in Tudorbogenrahmen mit Viertelkreis- und Kugelknäufen, unter durchgehendem Traufgesims hervorgehoben. Eine Nische mit Marienstatue ist im Torbogen eingelassen. Eine rhombusförmige Blaustein-Verblendung mit unleserlicher Inschrift ist auf beiden Seiten des Eingangs angebracht.
Die Westfassade ist als durch abgestufte Strebepfeiler abgetrenntes Joch des Kirchenschiffs mit Spitzbogenfenstern (Dreipass) in profiliertem Gesims auf Fase und durchgehender Verdachung gestaltet. Ein flächenbündiger Gesimsfries schließt die Etagen ab. Die nur wenig vorspringenden Querschiffe haben die Form eines Giebels mit Dach. Das südliche Querschiff ist mit einem breiten Spitzbogenfenster (vier Bahnen) in einem profilierten Rahmen auf einer Abschrägung erhellt. Ein Oculusfenster ist im oberen Teil angeordnet. Ein gekreuzigter Christus (wohl aus Holz) unter einem Baldachin ist vor dem Fenster des Querschiffs angebracht. Das nördliche Querschiff ist mit Verdachung gestaltet. Das Querhausfenster ist ein zweibahniges schmales Spitzbogenfenster in profiliertem Rahmen an der Fase. Ein abgerundeter Blend-Oculus ist im oberen Teil ausgespart. Spuren einer Wandöffnung mit Korbbogen sind unten rechts zu finden. Die geraden Joche des Chors sind durch abgestufte Strebepfeiler getrennt, mit dreibahnigen Spitzbogenfenstern in profiliertem Rahmen auf Fase. Ein durchgehendes Gesims läuft auf der Südseite entlang. Ein markierter Sockel läuft um das Bauwerk, mit Ausnahme des dritten Schiffes auf der Nordseite. Ein verjüngtes Gesims und Fries bilden den Abschluss. Ein dreiteiliger Chor, dessen Joche durch abgestufte Strebepfeiler getrennt sind, bildet den Ostabschluss. Ein abgeschnittener Zackenfries verläuft in Querrichtung.
Der Nord- und Südchor sind identisch, mit Spitzbogenblendfenstern in einem profilierten Rahmen auf einer Abschrägung und durchgehender Verdachung. Ein ähnliches, aber breiteres Fenster erhellt das Mittelschiff des Hauptchors. Ein breites dreibahniges Spitzbogenfenster ist in profiliertem Rahmen auf Fase, im abgeschrägten Obergeschoss des Vierungsturms mit einem pyramidenartigen Abschluss mit Knauf angeordnet. Ein Giebel mit drei profilierten Spitzbogenblendfenstern ist in der ersten Etage; zwei profilierte Spitzbogenfenster (zweibahnig) in der Fase mit eingeschriebenem Rundbogen in der zweiten Etage angeordnet. Ein ausgerichteter Flachbogenfries schließt das obere Geschoss ab. Der polygonale Treppenturm ist an der Südostecke angebaut und mit steinernem Spitzhelm abgeschlossen. Die Kirche ist innen verputzt und gestrichen. Mittel- und Seitenschiffe werden von einem hölzernen Tonnengewölbe überspannt und durch Spitzbögen auf Säulen mit Astragalen, achteckigem Sockel und Kapitellen mit stilisiertem Blattmotiv getrennt. Massive Vierungspfeiler markieren das Zentrum der Kirche.

## Ausstattung
Die Ausstattung wird hauptsächlich von Holzarbeiten aus dem 18. Jahrhundert mit Rokoko-Einschlag bestimmt, darunter Altaraufbauten, Vertäfelungen, Chorgestühl, Kirchenvorsteherbänke, Kanzel und Beichtstühle, ein Beichtstuhl im nördlichen Seitenschiff von 1699 und die Kommunionbank (wohl 17. Jahrhundert). Steinstatuen aus dem 18. Jahrhundert stellen die Heiligen Anna selbdritt, Ecce Homo und Pietà, eine hölzerne Statue den Heiligen Rochus mit Engel (18. Jahrhundert) dar und stehen in Nischen an den Vierungspfeilern. Ein Marmor-Taufbecken stammt aus dem 17. Jahrhundert.
Die Orgel ist ein Werk von Pieter van Peteghem aus dem Jahr 1775, das nach mehreren Umbauten und Renovierungen heute 20 Registern auf zwei Manualen und Pedal hat.